# 南昆虾脊兰
南昆虾脊兰（学名：Calanthe nankunensis）为兰科虾脊兰属下的一个种。

## 扩展阅读
維基物種上的相關：南昆虾脊兰